# Die wandernde Erde (Novelle)
Die wandernde Erde (chinesisch 流浪地球, Pinyin liúlàng dìqiú) ist eine Science-Fiction-Novelle des chinesischen Schriftstellers Liu Cixin, zuerst veröffentlicht in Science Fiction World (chinesisch 科幻世界, Pinyin kēhuàn shìjiè) in Chengdu in der Provinz Sichuan im Juli 2000. Eine deutsche Übersetzung von Johannes Fiederling erschien am 14. Januar 2019 in der gleichnamigen Sammlung Die wandernde Erde, veröffentlicht vom Heyne Verlag. Die Novelle wurde in Die wandernde Erde im Jahr 2019 verfilmt und eine Vorgeschichte folgte mit Die wandernde Erde II im Jahr 2023. Die wandernde Erde III mit voraussichtlicher Veröffentlichung im Jahr 2027 ist bereits in Planung.

## Handlung
In vierhundert Jahren wird die Sonne einen Heliumblitz abgeben und dadurch die Erde und die Menschheit vernichten. Über Jahrzehnte hinweg legen die Menschen ihre Konflikte bei und konzentrieren ihre Bemühungen unter der globalen Einheitsregierung gemeinsam auf ihre Rettung. Da keine potentiell bewohnbaren Exoplaneten verfügbar sind und es sich als unmöglich herausstellt, ein autarkes Ökosystem selbst in einem gewaltigen Raumschiff aufrechtzuerhalten, werden über zehntausend Erdtriebwerke auf der eurasischen und nordamerikanischen Platte errichtet, um die Erde nach Alpha Centauri zu befördern. Bei der Passage des Asteroidengürtels zwischen Mars und Jupiter werden Raketen mit Atomwaffen auf gefährliche vorbeifliegende Asteroiden geschossen. Trotz der Maßnahmen werden zahlreiche Erdtriebwerke durch den Einschlag von Asteroiden komplett zerstört, doch das war mit einberechnet worden. Die Erde passiert den Jupiter mit seinem großen roten Sturm, was durch die Erschütterungen durch dessen Gravitation einige Untergrundstädte mit Magma flutet. Als die Erde das Sonnensystem verlässt, glaubt die Bevölkerung aufgrund sich verbreitender Aufnahmen und Daten von der Sonne an eine Verschwörung und richtet sämtliche Wissenschaftler grausam durch Verstoß auf die eiskalte Oberfläche hin. Dann gibt jedoch die Sonne tatsächlich ihren Heliumblitz ab. Die wandernde Erde blieb durch den Abstand größtenteils verschont und beginnt nun ihre hundert Generationen währende Reise nach Alpha Centauri.

## Auszeichnungen
Die wandernde Erde gewann den Galaxy Award im Jahr 2000.

## Adaptionen
Die Novelle wurde in Die wandernde Erde im Jahr 2019 verfilmt und eine Vorgeschichte folgte mit Die wandernde Erde II im Jahr 2023. Die wandernde Erde III mit voraussichtlicher Veröffentlichung im Jahr 2027 ist bereits in Planung. Bereits im Jahr 2012 kaufte die China Film Group von Liu Cixin die Rechte an seinem Roman Supernova, seiner Novelle Die wandernde Erde sowie seiner Kurzgeschichte Das Mikrozeitalter. Im Jahr 2014 wurde die geplante Verfilmung Die wandernde Erde angekündigt. Im Jahr 2015 gab dessen späterer Regisseur Frant Gwo bekannt, dass die anderen beiden Projekte technisch aufwändiger wären und in einer abgelegeneren Zeit spielen, sodass weniger Identifikation zustande kommen würde, was letztendlich die Wahl der Umsetzung begründe.

## Kritik
Für Christian Endres von diezukunft.de „malt Liu riesengroße Bilder des Fortschritts, des Universums, der darin vorherrschenden Kräfte“ in der Novelle.
Gunter Barnewald von phantastiknews.de schreibt, dass die Novelle insbesondere zeigt, wie gut Liu Cixin erzählen kann, da „man gar nicht umhin kann als die flotte Geschichte einfach zu genießen“.